# Сакадо

35°57′26″ пн. ш. 139°24′11″ сх. д. / 35.95722° пн. ш. 139.40306° сх. д.
Сакадо́ (яп. 坂戸市, さかどし, МФА: [sakado ɕi̥]) — місто в Японії, в префектурі Сайтама.

## Короткі відомості
Розташоване в центральній частині префектури. Виникло на місці середньовічного постоялого поселення на Камакурському шляху. Основою економіки є харчова промисловість, фармацевтика, виробництво електротоварів, машинобудування, комерція. Станом на 1 жовтня 2008 площа міста становила 40,97 км². Станом на 1 січня 2009 населення міста становило 100 120 осіб.

## Міста-побратими
- Дотан, США (1988)